# Lista över Ungerns premiärministrar
Ungerns premiärministrar (ungerska: miniszterelnök, bokstavligen översatt till ministerpresident) är landets regeringschef sedan 1848.
Ungern är en parlamentarisk republik och till premiärminister utses majoritetsledaren i nationalförsamlingen. Premiärministern representerar landet i Europeiska rådet.
Viktor Orbán, partiledare för Fidesz - Ungerska medborgarunionen, är Ungerns premiärminister sedan den 29 maj 2010.

## Premiärministrar och regeringschefer från 1848 till idag

### Ungerns premiärministrar, 1848–1849
- Greve Lajos Batthyány 1848
- Baron Ádám Récsey 1848
- Lajos Kossuth 1849
- Bertalan Szemere 1849

### Ungerns premiärministrar, 1867–1918
- Greve Gyula Andrássy 1867 - 1871
- Greve Menyhért Lónyay 1871 - 1872
- József Szlávy 1872 - 1874
- István Bittó 1874 - 1875
- Baron Béla Wenckheim 1875
- Kálmán Tisza 1875 - 1890
- Greve Gyula Szapáry 1890 - 1892
- Sándor Wekerle 1892 - 1895
- Baron Dezső Bánffy 1895 - 1899
- Kálmán Széll 1899 - 1903
- Greve Károly Khuen-Héderváry 1903
- Greve István Tisza 1903 - 1905
- Baron Géza Fejérváry 1905 - 1906
- Sándor Wekerle 1906 - 1910
- Greve Károly Khuen-Héderváry 1910 - 1912
- László Lukács 1912 - 1913
- Greve István Tisza 1913 - 1917
- Greve Móric Esterházy 1917
- Sándor Wekerle 1917 - 1918
- Greve János Hadik 1918

### Ungerns premiärministrar, 1918–1920
- Greve Mihály Károlyi 1918 - 1919
- Dénes Berinkey 1919
- Sándor Garbai 1919
- Greve Gyula Károlyi 1919
- Antal Dovcsák 1919
- Dezső Pattanyús-Ábrahám 1919
- Gyula Peidl 1919
- István Friedrich 1919
- Károly Huszár 1919 - 1920

### Ungerns premiärministrar, 1920–1946
| Bild | Namn                                     | Tillträdde       | Avgick           |
| ---- | ---------------------------------------- | ---------------- | ---------------- |
|      | Sándor Simonyi-Semadam                   | 15 mars 1920     | 19 juli 1920     |
|      | Pál Teleki                               | 19 juli 1920     | 14 april 1921    |
|      | István Bethlen                           | 14 april 1921    | 24 augusti 1931  |
|      | Gyula Károlyi                            | 24 augusti 1931  | 1 oktober 1932   |
|      | Gyula Gömbös                             | 1 oktober 1932   | 6 oktober 1936   |
|      | Kálmán Darányi                           | 12 oktober 1936  | 14 maj 1938      |
|      | Béla Imrédy                              | 14 maj 1938      | 16 februari 1939 |
|      | Pál Teleki                               | 16 februari 1939 | 3 april 1941     |
|      | Ferenc Keresztes-Fischer (tillförordnad) | 3 april 1941     | 3 april 1941     |
|      | László Bárdossy                          | 3 april 1941     | 7 mars 1942      |
|      | Ferenc Keresztes-Fischer (tillförordnad) | 7 mars 1942      | 9 mars 1942      |
|      | Miklós Kállay                            | 9 mars 1942      | 22 mars 1944     |
|      | Döme Sztójay                             | 22 mars 1944     | 29 augusti 1944  |
|      | Géza Lakatos                             | 29 augusti 1944  | 16 oktober 1944  |
|      | Ferenc Szálasi                           | 16 oktober 1944  | 28 mars 1945     |
|      | Béla Miklós                              | 22 december 1944 | 15 november 1945 |
|      | Zoltán Tildy                             | 15 november 1945 | 1 februari 1946  |

### Ungerns premiärministrar, 1946–1949
| Bild | Namn          | Tillträdde       | Avgick           |
| ---- | ------------- | ---------------- | ---------------- |
|      | Ferenc Nagy   | 4 februari 1946  | 31 maj 1947      |
|      | Lajos Dinnyés | 31 maj 1947      | 10 december 1948 |
|      | István Dobi   | 10 december 1948 | 20 augusti 1949  |

### Ungerns premiärministrar, 1949–1989
| Bild | Namn           | Tillträdde        | Avgick            |
| ---- | -------------- | ----------------- | ----------------- |
|      | István Dobi    | 20 augusti 1949   | 14 augusti 1952   |
|      | Mátyás Rákosi  | 14 augusti 1952   | 4 juli 1953       |
|      | Imre Nagy      | 4 juli 1953       | 18 april 1955     |
|      | András Hegedüs | 18 april 1955     | 24 oktober 1956   |
|      | Imre Nagy      | 24 oktober 1956   | 4 november 1956   |
|      | János Kádár    | 4 november 1956   | 28 januari 1958   |
|      | Ferenc Münnich | 28 januari 1958   | 13 september 1961 |
|      | János Kádár    | 13 september 1961 | 30 juni 1965      |
|      | Gyula Kállai   | 30 juni 1965      | 14 april 1967     |
|      | Jenő Fock      | 14 april 1967     | 15 maj 1975       |
|      | György Lázár   | 15 maj 1975       | 25 juni 1987      |
|      | Károly Grósz   | 25 juni 1987      | 24 november 1988  |
|      | Miklós Németh  | 24 november 1988  | 23 oktober 1989   |

### Ungerns premiärministrar sedan 1989
| Bild | Namn             | Tillträdde        | Avgick            |
| ---- | ---------------- | ----------------- | ----------------- |
|      | Miklós Németh    | 23 oktober 1989   | 23 maj 1990       |
|      | József Antall    | 23 maj 1990       | 12 december 1993  |
|      | Péter Boross     | 12 december 1993  | 15 juli 1994      |
|      | Gyula Horn       | 15 juli 1994      | 6 juli 1998       |
|      | Viktor Orbán     | 6 juli 1998       | 27 maj 2002       |
|      | Péter Medgyessy  | 27 maj 2002       | 29 september 2004 |
|      | Ferenc Gyurcsány | 29 september 2004 | 14 april 2009     |
|      | Gordon Bajnai    | 14 april 2009     | 29 maj 2010       |
|      | Viktor Orbán     | 29 maj 2010       |                   |